# Bryobia siliquae
Bryobia siliquae är en spindeldjursart som beskrevs av Hatzinikolis och Emmanouel 1991. Bryobia siliquae ingår i släktet Bryobia och familjen Tetranychidae. Inga underarter finns listade.